# Ray-Ban Aviator

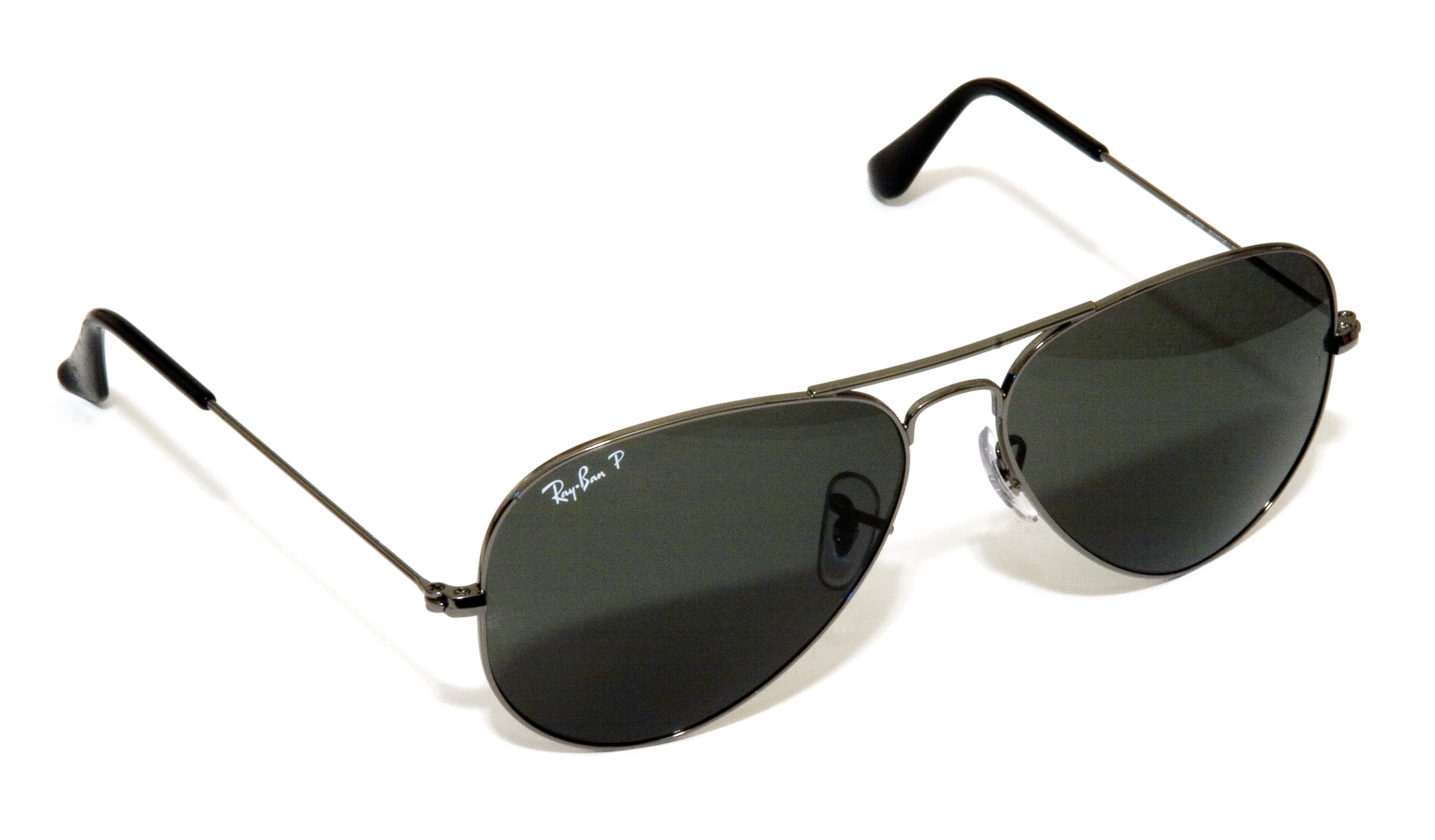
Ray-Ban Aviator

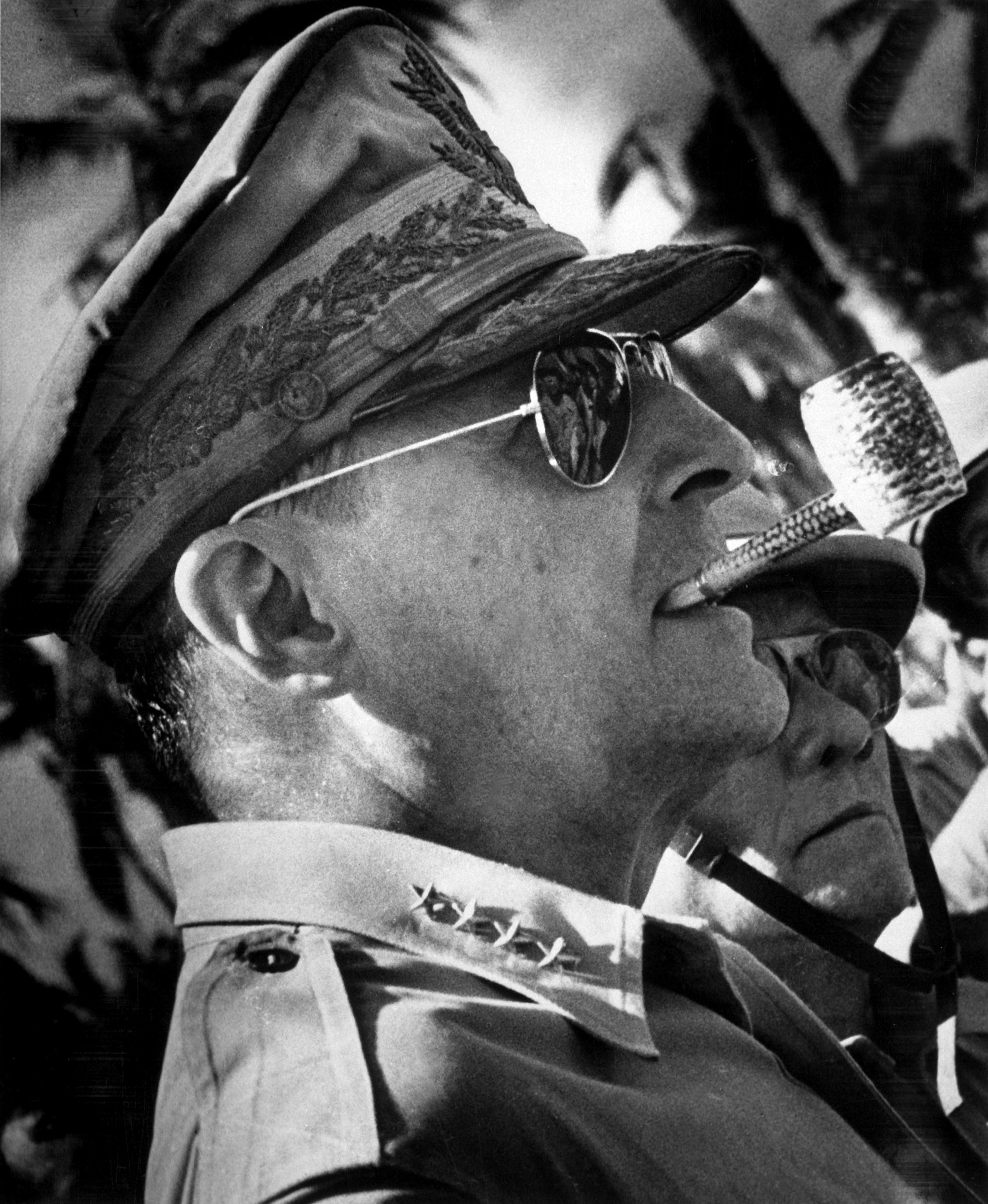
Douglas MacArthur i ett par Ray-Ban Aviator

Ray-Ban Aviator är solglasögon av så kallad pilotmodell är en glasögonmodell från företaget Ray-Ban i guldpläterad lättmetall, med droppformade glas. De utgör ursprunget till pilotglasögonen, som finns både som solglasögon och korrektionsglasögon.
Modellen lanserades första gången 1937, då en tidigare modell från Ray-Ban gjordes om genom att guldplätera bågen. För att passa de goggles som de amerikanska piloterna hade så gjordes glasen droppformade.
1944 landsteg den amerikanska generalen Douglas MacArthur på Filippinerna bärande ett par Aviator, samtidigt som bilden spreds över världen blev modellen populär och har sedan dess burits av både ungdomar och krigsveteraner.